# Валансьєн (футбольний клуб)
Валансьє́н (фр. Valenciennes FC) — французький футбольний клуб з міста Валансьєнн, який в сезоні 2016/17 виступає у французькій Лізі 2. Заснований в 1913 році.
Клуб був заснований під назвою Union Sportive de Valenciennes Anzin (USVA) і виступав під нею до 1 квітня 1996 року, коли був перейменований в Valenciennes Football Club. Клуб провів майже рівну кількість сезонів в Лізі 1 и Лізі 2: 40 і 36 відповідно. «Валансьєнн» жодного разу не вигравав вищий дивізіон, але двічі вигравав Лігу 2.

## Досягнення
- Ліга 1:
  -  Бронзовий призер (2): 1965, 1966
- Ліга 2:
  -  Чемпіон (2): 1972, 2006
  -  Віце-чемпіон (5): 1935, 1937, 1962, 1975, 1992
- Ліга 3:
  -  Чемпіон (1): 2005
- Аматорський чемпіонат:
  -  Чемпіон (1): 1998
- Кубок Франції:
  -  Фіналіст (1): 1951